# Skrzynki Duże (jezioro w woj. pomorskim)
Skrzynki Duże – jezioro w Borach Tucholskich, na północny wschód od Lipusza (gmina Lipusz, powiat kościerski, województwo pomorskie). W pobliżu południowego brzegu jeziora przebiega trasa linii kolejowej Kościerzyna-Lipusz-Brusy-Chojnice.
Powierzchnia całkowita: 13,29 ha